# 1.5微米制程
1.5 µm制程是半导体制造制程的一个水平，大约于1982年左右达成。 这一制程由当时领先的半导体公司如英特尔和IBM所完成。

## 具有1.5微米制程的产品
- 于1982年推出的Intel 80286CPU使用这个制程。[3]